# Oblastní hokejové soutěže 1955/1956
Československé oblastní soutěže ledního hokeje 1955/1956 byla třetí nejvyšší hokejovou soutěží na území Československa.

## Systém soutěže
Soutěž se měla skládat ze 6 skupin po 4 účastnících. Ve skupinách se všechny kluby utkaly každý s každým (celkem 6 kol). Vítězové jednotlivých skupin se následně utkaly ve 2 skupinách o postup do Celostátní soutěže (postoupil vždy nejlepší ze dvou skupin). Nejhorší tým z každé skupiny sestoupil do krajského přeboru.
Tabulky nejsou úplné.

### Skupina A
| Poř. | Tým                              | Z | V | R | P | VB | OB | B  |
| ---- | -------------------------------- | - | - | - | - | -- | -- | -- |
| 1.   | DŠO Slávia Bratislava            | 5 | 5 | 0 | 0 | 49 | 8  | 10 |
| 2.   | DŠO Slovan Banská Bystrica       | 5 | 3 | 0 | 2 | 24 | 21 | 6  |
| 3.   | DŠO Spartak Kovosmalt Bratislava | 6 | 2 | 0 | 4 | 24 | 28 | 4  |
| 4.   | DŠO Slovan Piešťany              | 4 | 0 | 0 | 4 | 8  | 48 | 0  |

### Skupina B
| Poř. | Tým                             | Z | V | R | P | VB | OB | B  |
| ---- | ------------------------------- | - | - | - | - | -- | -- | -- |
| 1.   | DŠO Iskra Slovena Žilina        | 6 | 5 | 0 | 1 | 73 | 19 | 10 |
| 2.   | DŠO Lokomotíva Spišská Nová Ves | 6 | 3 | 1 | 2 | 31 | 35 | 7  |
| 3.   | DŠO Iskra Liptovský Mikuláš     | 5 | 1 | 1 | 3 | 20 | 32 | 3  |
| 4.   | Dom armády Prešov               | 5 | 1 | 0 | 4 | 22 | 60 | 2  |

### Skupina C
| Poř. | Tým                         | Z | V | R | P | VB | OB | B |
| ---- | --------------------------- | - | - | - | - | -- | -- | - |
| 1.   | DSO Spartak Olomouc Moravia | 4 | 4 | 0 | 0 | 59 | 5  | 8 |
| 2.   | DSO Tatran Uherský Ostroh   | 1 | 0 | 0 | 1 | 1  | 10 | 0 |
| 3.   | DSO Sokol Těšetice          | 2 | 0 | 0 | 2 | 2  | 28 | 0 |
| 4.   | DSO Jiskra Staré Město      | 1 | 0 | 0 | 1 | 2  | 21 | 0 |

### Skupina D
| Poř. | Tým                            | Z | V | R | P | VB | OB | B |
| ---- | ------------------------------ | - | - | - | - | -- | -- | - |
| 1.   | DSO Spartak Třebíč             | 3 | 3 | 0 | 0 | 27 | 13 | 6 |
| 2.   | DSO Spartak Hradec Králové "B" | 2 | 1 | 0 | 1 | 11 | 11 | 2 |
| 3.   | DSO Jiskra Poděbrady           | 2 | 0 | 0 | 2 | 2  | 28 | 0 |
| 4.   | DSO Jiskra RAMO Pardubice      | 1 | 0 | 0 | 1 | 5  | 10 | 0 |

- DSO Spartak Hradec Králové "B" sestoupil z důvodu sestupu A-týmu do Oblastní soutěže.

### Skupina E
| Poř. | Tým                        | Z | V | R | P | VB | OB | B |
| ---- | -------------------------- | - | - | - | - | -- | -- | - |
| 1.   | DSO Jiskra Litvínov SZ     | 5 | 4 | 0 | 1 | 34 | 21 | 8 |
| 2.   | DSO Jiskra Liberec         | 4 | 3 | 0 | 1 | 26 | 15 | 6 |
| 3.   | DSO Spartak Ústí nad Labem | 5 | 1 | 0 | 4 | 13 | 36 | 2 |
| 4.   | DSO Tatran Liberec         | 4 | 1 | 0 | 3 | 16 | 17 | 2 |

### Skupina F
| Poř. | Tým                             | Z | V | R | P | VB | OB | B  |
| ---- | ------------------------------- | - | - | - | - | -- | -- | -- |
| 1.   | DSO Baník Hostivař              | 6 | 5 | 0 | 1 | 38 | 19 | 10 |
| 2.   | DSO Spartak Holoubkov           | 6 | 4 | 0 | 2 | 29 | 21 | 8  |
| 3.   | DSO Tatran Lány                 | 6 | 2 | 0 | 4 | 22 | 33 | 4  |
| 4.   | DSO Slavoj České Budějovice "B" | 6 | 1 | 0 | 5 | 20 | 36 | 2  |

## Kvalifikace o 2. ligu

### Skupina A
| Poř. | Tým                         | Z | V | R | P | VB | OB | B |
| ---- | --------------------------- | - | - | - | - | -- | -- | - |
| 1.   | DSO Spartak Olomouc Moravia | 4 | 3 | 0 | 1 | 36 | 10 | 6 |
| 2.   | DŠO Slávia Bratislava       | 4 | 2 | 0 | 2 | 14 | 25 | 4 |
| 3.   | DŠO Iskra Slovena Žilina    | 4 | 1 | 0 | 3 | 15 | 30 | 2 |

### Skupina B
| Poř. | Tým                    | Z | V | R | P | VB | OB | B |
| ---- | ---------------------- | - | - | - | - | -- | -- | - |
| 1.   | DSO Jiskra Litvínov SZ | 4 | 2 | 0 | 2 | 28 | 14 | 4 |
| 2.   | DSO Spartak Třebíč     | 4 | 1 | 2 | 1 | 17 | 21 | 4 |
| 3.   | DSO Baník Hostivař     | 4 | 1 | 2 | 1 | 19 | 29 | 4 |

Týmy DSO Spartak Olomouc Moravia a DSO Jiskra Litvínov SZ postoupily do 2. ligy